# Бревейтор (тауншип, Миннесота)
Бревейтор (англ. Brevator) — тауншип в округе Сент-Луис, Миннесота, США. На 2000 год его население составило 1226 человек.

## География
По данным Бюро переписи населения США площадь тауншипа составляет 92,4 км², из которых 89,5 км² занимает суша, а 2,9 км² — вода (3,14 %).

## Демография
По данным переписи населения 2000 года здесь находились 1226 человек, 403 домохозяйства и 326 семей.  Плотность населения —  13,7 чел./км².  На территории тауншипа расположено 416 построек со средней плотностью 4,6 построек на один квадратный километр. Расовый состав населения: 79,04 % белых, 0,08 % афроамериканцев, 18,84 % коренных американцев, 0,41 % азиатов, 0,08 % c Тихоокеанских островов, 0,08 % — других рас США и 1,47 % приходится на две или более других рас. Испанцы или латиноамериканцы любой расы составляли 0,57 % от популяции тауншипа.
Из 403 домохозяйств в 45,4 % воспитывались дети до 18 лет, в 64,8 % проживали супружеские пары, в 10,4 % проживали незамужние женщины и в 18,9 % домохозяйств проживали несемейные люди. 12,9 % домохозяйств состояли из одного человека, при том 4,0 % из — одиноких пожилых людей старше 65 лет. Средний размер домохозяйства — 3,04, а семьи — 3,29 человека.
32,9 % населения — младше 18 лет, 7,5 % — в возрасте от 18 до 24 лет, 30,8 % — от 25 до 44, 22,4 % — от 45 до 64, и 6,4 % — старше 65 лет. Средний возраст — 34 года. На каждые 100 женщин приходилось 105,7 мужчин.  На каждые 100 женщин старше 18 приходилось 99,8 мужчин.
Средний годовой доход домохозяйства составлял 46 944 доллара, а средний годовой доход семьи —  50 625 долларов. Средний доход мужчин —  38 158  долларов, в то время как у женщин — 22 656. Доход на душу населения составил 16 686 долларов. За чертой бедности находились 6,4 % семей и 8,2 % всего населения тауншипа, из которых 11,1 % младше 18 лет.